# Stadion an der Frankfurter Straße
Das Stadion an der Frankfurter Straße, seit 1982 auch DJK-Stadion, ist ein Fußballstadion im Stadtteil Zellerau der unterfränkischen Stadt Würzburg. 70 Jahre lang war das 1912 errichtete Stadion Heimstätte des FV 04 Würzburg, bevor es nach dessen Konkurs am 17. März 1982 für die Summe von 950.000 DM in den Besitz der DJK Würzburg überging.

## Geschichte
Das Stadion wurde 1912 eröffnet und erhielt 1925 eine Holztribüne mit 700 Sitzplätzen. In den späten 1920er Jahren war das Stadion Austragungsort von Erstligabegegnungen, nachdem die Fußballer des Eigentümers FV 04 Würzburg zur Saison 1927/28 in die seinerzeit höchste Spielklasse, die Bezirksliga Bayern, aufgestiegen waren. Höhepunkt in dieser ersten Saison in der Bezirksliga Bayern war ein 4:3-Sieg gegen den amtierenden deutschen Meister 1. FC Nürnberg. Nach der Machtergreifung der Nationalsozialisten 1933 zählte der FV 04 zu den Gründungsmitgliedern der neu eingeführten Gauliga Bayern, der er in einigen Spielzeiten angehörte, in denen das Stadion ebenfalls Austragungsort von Erstligabegegnungen war. Einen weiteren Höhepunkt erlebte das Stadion in der Endrunde um die deutsche Fußballmeisterschaft 1934/35, als es am 14. April 1935 Austragungsort der Begegnung zwischen der SpVgg Fürth und dem FC Hanau 93 (0:1) war.
Das erste Fußballspiel im Stadion an der Frankfurter Straße nach dem Zweiten Weltkrieg fand, obwohl das Stadion stark beschädigt war, am 19. August 1945 statt.
Zwischen 1976 und 1980 war das Stadion dann über vier Spielzeiten hinweg Austragungsort von Spielen der 2. Liga Süd. 
1981, ein Jahr nach dem Abstieg des FV Würzburg 04 aus der zweiten Liga, ging der Verein in Konkurs und verlor in der Folge auch sein Stadion, das 1982 von der DJK erworben wurde. Der Nachfolgeverein ließ anschließend die alten Tribünen abreißen. Heute sind drei Seiten ebenerdig und auf einem Teil des Geländes steht ein Supermarkt. Als Ersatzbau für die alte Holztribüne wurde lediglich eine kleine Sitzplatztribüne neu errichtet.
Im „Tausch“ erhielt der FV-04-Nachfolgeverein Würzburger FV den alten Sportplatz der DJK an der Mainaustraße, auf dem der neue Verein ein kleines Stehplatzstadion schuf, das rund 3500 Zuschauern Platz bietet. Es wurde nach dem langjährigen und engagierten Vereinsmitglied Sepp Endres benannt und erhielt die offizielle Bezeichnung Sepp-Endres-Sportanlage.

## Zuschauerrekorde
Einen Besucherrekord vermeldete das Stadion in der Bayernliga-Saison 1975/76, als zum Spitzenspiel zwischen den beiden Würzburger Kontrahenten, dem FV 04 gegen die Kickers, 15.196 Besucher kamen. In der ersten Zweitligasaison 1976/77 war das Stadion dann zweimal ausverkauft: am 20. November 1976 gegen den späteren Meister und Aufsteiger VfB Stuttgart (0:3) und am 19. Februar 1977 gegen den fränkischen Rivalen 1. FC Nürnberg (2:2), als jeweils rund 15.000 Besucher ins Stadion an der Frankfurter Straße pilgerten.